# 小川元 (スケートボーダー)
小川元（おがわ げん、1974年6月17日 - ）は、日本人のバーチカル・スケートボーダー。1995年〜2008年の間、バーチカル種目の13年連続日本チャンピオン。2010年代半ばまで様々な海外コンテストやデモに出場（アメリカ、ヨーロッパ、オセアニア、アジア等の10カ国以上）、国際大会出場や海外視察を通した。

## 活動地域
・東京都足立区…ムラサキパーク東京（旧 アメージングスクエア）
・広島県…DLS DeadLossSkate
・島根県江津市…Dr.MEGARAMP
・神奈川県藤沢市…鵠沼海浜公園スケートパーク

## 活動内容
・大会運営競技責任者（国際・国内）
・大会ジャッジ（国際・国内）
・スケートボード講師（国際・国内）
・デモンストレーション（国際・国内）
・スケートボード解説

## スポンサー
Be-in Works/ CUSTAM TRUCKS/ NINJA BEARING/ “Division” /ムラサキパーク東京/ AirFeel

## 在籍
・World Skate（ワールドスケート）: International Skateboarding Judging Commission　国際ジャッジ委員会
・World Skate Japan（ワールドスケートジャパン）: スケートボード委員会
・JSF（一般社団法人日本スケートボーディング連盟）：事務局長
・大彦学園開志国際高等学校：アスリートコース　スノーボード部 講師
・AXF (Asian eXtreme sports Federation) 
・I.P.T.C : International Professional Training Certification Skateboarding Master
・World cup skateboarding Pro Skateboarder

## 主な成績
1995年
6月：ムラサキプロサーキット第8戦目 Map's東京 （東京）優勝
7月：AJSA SKATEBOARD CIRCUIT 第3戦 南スポーツ仙台和泉店（宮城）3位
12月：AJSA SKATEBOARD CIRCUIT 第7戦 Map's東京（東京）3位
1996年
4月：AJSA SKATEBOARD CIRCUIT千葉大会 マーベラスパーク幕張（千葉）優勝
ムラサキプロサーキット第1戦目 Map's東京（東京）2位
ムラサキプロサーキット第2戦目 Map's東京 （東京）優勝
ムラサキプロサーキット第3戦目 Map's東京 （東京）優勝
ムラサキプロサーキット第4戦目 Map's東京 （東京）3位
ムラサキプロサーキット第5戦目 Map's東京 （東京）優勝
ムラサキプロサーキット第6戦目 Map's東京 （東京）優勝
ムラサキプロサーキット第7戦目 Map's東京 （東京）優勝
5月:AJSA SKATEBOARD CIRCUIT中部東海大会 ホリデーギア"ROCKETS"スケートパーク （愛知）優勝
9月：AJSA SKATEBOARD CIRCUIT東北北海道大会 南スポーツ仙台和泉店（宮城県）2位
1997年
6月：REBOOT Cup Vertical Festival アメージングスクエアYOMIスケートパーク(東京）優勝
8月：AJSA SKATEBOARD CIRCUIT関西大会 UP-Skatepark （大阪）優勝
9月：AJSA SKATEBOARD CIRCUIT千葉大会 千葉 Map's （千葉）優勝
10月：AJSA SKATEBOARD CIRCUIT ACTIV KING in Japan 池袋サンシャイン特設会場（東京）2位
1998年
5月：AJSA SKATEBOARD CIRCUIT千葉大会 千葉Map's（千葉）２位7月：AJSA SKATEBOARD CIRCUIT関西大会 UP-Skatepark（大阪）優勝
9月：AJSA SKATEBOARD CIRCUIT G-SHOCK CUO 池袋サンシャイン特設会場（東京）3位
2001年
1月：Save The Vert Contest Effort（茨城）優勝
4月：Save The Vert Contest アメージングスクエアYOMIスケートパーク（東京）優勝
5月：Save The Vert Contest 米山公園サーキット場（群馬）2位
6月：Save The Vert Contest 鵠沼海浜公園スケートパーク（神奈川県）優勝
11月：Save The Vert Contest ジャックオーシャンスポーツ（静岡）優勝
12月：Save The Vert Contest アメージングスクエアYOMIスケートパーク（東京）優勝
2002年
Save The Vert Contest アメージングスクエアYOMIスケートパーク（東京）優勝
3月：Save The Vert Contest アメージングスクエアYOMIスケートパーク（東京）優勝
5月：スラム・シティ・ジャム （カナダ）28位 日本人初出場
8月：Save The Vert Contest ジャックオーシャンスポーツ（静岡）優勝
12月：Keep The Vert キノウチサイクル（東京） 優勝
2004年
11月：Power's classic 2004 キノウチサイクル（東京）優勝
2005年
11月：Power's classic 2005 キノウチサイクル（東京）優勝
10月：Vert Meeting "g"skatepark（兵庫）優勝
7月：Vert Meeting 2 "g"skatepark（兵庫）2位
9月：AJSA Pro-Am Skateboard Championship 関東大会 鵠沼海浜公園スケートパーク（神奈川）優勝
12月：Vert Meeting 3 "g"skatepark（兵庫）優勝
2008年
4月：AJSA Pro-Am Skateboard Championship 関東大会 鵠沼海浜公園スケートパーク（神奈川）優勝
5月：AJSA ムラサキカップMaps東京（東京）優勝
2013年
8月：中国北京WOODWARD 優勝